# Мала Михайлівка (Мелітопольський район)
Мал́а Мих́айлівка (у 1962—2016 роках — Білоріцьке) — село в Україні, у Веселівській селищній громаді Мелітопольського району Запорізької області. Населення складає 567 осіб.

## Географія
Село Мала Михайлівка розташоване за 137 км від обласного центру, 67 км від районного центру та 15 км на південь від адміністративного центру селищної громади, за 1 км від правого берега річки Великий Утлюк (річка в цьому місці пересихає, на ній існує декілька загат). Нижче за течією на відстані 3 км розташоване село Озерне. Найближча залізнична станція — Нововесела (за 18 км).
Вулиці села: 50 років Перемоги, Зелена, Центральна та провулок Молодіжний.

## Історія
Село засноване 1879 року вихідцями з Михайлівки Мелітопольського повіту.
7 (20) листопада 1917 року, відповідно до Третього Універсалу Української Центральної Ради, увійшло до складу Української Народної Республіки.
До 1962 року мало назву Мала Михайлівка, яке було перейменоване на честь Білорецького полку, який визволяв територію району від інтервентів та «білогвардійців».
Село зазнало геноциду від Голодомору 1932—1933 років, організованого радянським урядом з метою винищення місцевого українського населення. Кількість встановлених жертв згідно з даними Державного архіву Запорізької області — 77 осіб.
У 1962—1965 роках село перебувало у складі Михайлівського району Запорізької області, відтак у складі Веселівського району.
19 травня 2016 року постановою Верховної Ради України № 1377-VIII «Про перейменування окремих населених пунктів та районів» село Білоріцьке перейменоване на село Мала Михайлівка.
12 червня 2020 року, відповідно до розпорядження Кабінету Міністрів України № 713-р «Про визначення адміністративних центрів та затвердження територій територіальних громад Запорізької області», село увійшло до складу Веселівської селищної громади.
17 липня 2020 року, в результаті адміністративно-територіальної реформи та ліквідації Веселівського району, село увійшло до складу новоутвореного Мелітопольського району.

## Населення
Згідно з переписом УРСР 1989 року чисельність наявного населення села становила 589 осіб, з яких 259 чоловіків та 330 жінок.
За переписом населення України 2001 року в селі мешкали 563 особи.

### Мова
Розподіл населення за рідною мовою за даними перепису 2001 року:
| Мова       | Відсоток |
| ---------- | -------- |
| українська | 76,54 %  |
| російська  | 21,34 %  |
| вірменська | 1,06 %   |
| білоруська | 0,18 %   |
| інші       | 0,88 %   |

## Економіка
- «Славутич», агрофірма, ТОВ.

## Об'єкти соціальної сфери
- Школа I—III ст.
- Дитячий садочок.
- Клуб.

## Пам'ятки
- Біля села розташований ландшафтний заказник місцевого значення «Урочище Білорецький ставок»[13].
- В центрі села на братській могилі 173 воїнів, що визволяли село, встановлений пам'ятник. Створено також музей бойової слави.